# Gilberto Reis
 (juin 2008).
Si vous disposez d'ouvrages ou d'articles de référence ou si vous connaissez des sites web de qualité traitant du thème abordé ici, merci de compléter l'article en donnant les références utiles à sa vérifiabilité et en les liant à la section « Notes et références ».
Gilberto Reis est un footballeur ayant les nationalités portugaise, suisse et cap-verdienne, né le 18 avril 1986 au Portugal.
Il évolue au poste de défenseur.

## Biographie
Gilberto Reis arrive très jeune en Suisse ce qui explique qu'il ne joue jamais dans un club de son pays natal.
Alors qu'il commence à jouer avec l'équipe sénior de Lausanne en 2002, le club vaudois se voit relégué en 2e Ligue interrégionale pour des raisons financières (4 millions de francs suisses de dettes). Il reste au club et monte de 2 divisions en 2 saisons avec le club de l'agglomération lausannoise. Il est nommé avec son équipe dans la Liste des Sportifs Lausannois Méritants 2002. En 2005, le club est de retour en Challenge League (D2).
Auteur de bonnes performances et surtout de 108 matchs (4 buts) pour Lausanne, il est repéré par Yverdon qui lui propose un contrat à l'été 2007. Ayant besoin d'un nouveau défi, il accepte le contrat d'un an (plus un an de prolongation). Lors de la saison 2007-08, il joue 31 rencontres et prolonge son contrat dans le club suisse. La saison suivante, il joue moins (18 matchs) et décide de s'engager en fin de saison avec le promu FC Le Mont LS.
Il joue 23 matchs de championnats et est le complément du français Jonathan Guillou en défense centrale. La saison est difficile et le club redescend en 1e ligue dès sa première saison.

## Carrière
- 2002-2007 : FC Lausanne-Sport ( Suisse) 108 matchs, 4 buts
- 2007-2009 : Yverdon-Sport FC ( Suisse) 49 matchs
- 2009-2010 : FC Le Mont LS ( Suisse) 23 matchs
- 2010-2011 : ES Malley ( Suisse) 19 matchs
- 2011-2012 : FC Le Mont LS ( Suisse)[5]

## International
- Convoqué pour sa 1re sélection avec l'équipe du Cap-Vert contre le Luxembourg le 27 mai 2008.